# Brachythecium emodi-glaucum
Brachythecium emodi-glaucum är en bladmossart som beskrevs av Brotherus, Hugh Neville Dixon och Badhwar 1938. Brachythecium emodi-glaucum ingår i släktet gräsmossor, och familjen Brachytheciaceae. Inga underarter finns listade i Catalogue of Life.